# 涅烏波科耶瓦島
涅烏波科耶瓦島是俄羅斯的島嶼，由亞馬爾-涅涅茨自治區負責管轄，位於格達半島以北的喀拉海，距離維利基茨基島30公里，該島長20公里、寬6.5公里，面積80平方公里，島上無人居住。